# Vincenzo La Bella

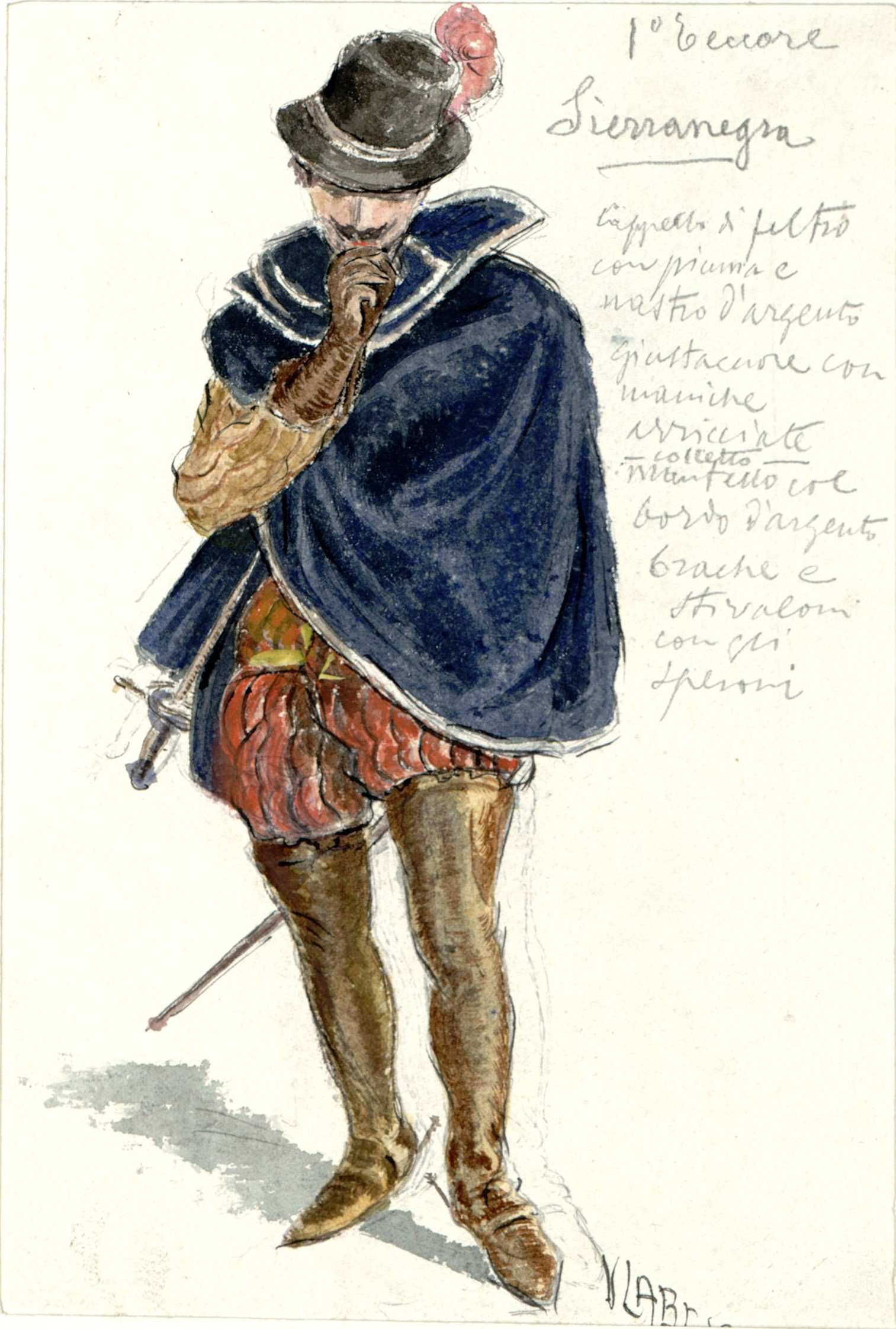
Figurino per La fiamminga (1922).

Vincenzo La Bella (Napoli, 24 ottobre 1872 – Napoli, 26 dicembre 1954) è stato un pittore italiano.

## Biografia
Pittore di costume, ritrattista, decoratore d'interni, illustratore, incisore litografo, cartellonista e anche critico d'arte, V. La Bella nasce a Napoli nel 1872; qui frequenta l'Istituto di belle arti, allievo di G. Toma e D. Morelli. Rimane affascinato e studia con attenzione le opere pittoriche, esposte presso la pinacoteca del Museo nazionale, della scuola napoletana e di quella bolognese.
Nel 1890 partecipa alla sua prima mostra ufficiale e nel 1892 inizia la sua attività di illustratore a Parigi collaborando con la rivista “Le Monde illustré”, per la quale realizza fino al 1897 disegni che rappresentano la quotidianità ed i costumi della società dell'epoca. In Francia raccoglie consensi e notevole successo; diviene amico intimo di Camillo Flammarion di cui realizza un ritratto; su commissione esegue una sessantina di composizioni in bianco e nero per illustrare i “Racconti straordinari” dello scrittore americano E.A. Poe.
Torna a Napoli nel 1897 dove continua a lavorare come illustratore di libri ed importanti pubblicazioni di genere vario.

Nel 1900 collabora per alcuni mesi con il neonato periodico “Italia ride” e a seguito di un concorso bandito nello stesso anno da V. Alinari, partecipa a fasi successive all'illustrazione di una nuova edizione della Divina Commedia di cui un volume fu presentato alla I Esposizione internazionale di arte decorativa moderna di Torino.

Esegue dal 1901 per la rivista d'arte “Il Mezzogiorno artistico” disegni e ritratti di personaggi dell'ambiente artistico e dello spettacolo tra i quali Eleonora Duse.
Con le illustrazioni per l'VIII e il IX canto dell'Inferno, è presente nel 1902 alla I Esposizione internazionale di "Bianco e Nero" a Roma.
Negli anni successivi al 1904, dopo un breve soggiorno di circa un anno a New York dove lavora sempre come illustratore per riviste e giornali, riprende nuovamente a dipingere e a Napoli realizza due affreschi nei locali della sala degli esami di laurea ed il vestibolo, entrambi al primo piano dell'edificio universitario in corso Umberto I, ove rappresenta rispettivamente Roberto d’Angiò che onora Petrarca e La tragica fine di Ipazia.
Riprese a collaborare con periodici e giornali quali “Il Mattino illustrato” e “Il Roma della domenica”, con le riviste “L’Arte muta” (rassegna di vita cinematografica) e quella milanese “Varietas”.

Tra gli anni 1898 e il 1918, disegna numerose copertine per canzoni per le case editrici musicali Santojanni, Pierro e Alfano.

Tra la fine dell'Ottocento e gli inizi del Novecento, è assiduo frequentatore dei circoli culturali ed i salotti intellettuali di Napoli, ove ha modo di ritrarre le più belle donne dell'aristocrazia napoletana. Frequenta in particolare la casa del pittore E. Dalbono ed il caffè Gambrinus, storico punto di ritrovo per artisti, scrittori e politici ove partecipò anche alla decorazione del salone.
A partire dagli anni '10, svolge attività didattica come insegnante presso la scuola artigiana di S. Carlo all’Arena di Napoli assieme a Carlo Siviero, contestualmente non manca di partecipare a numerose esposizioni pubbliche nazionali e internazionali tra cui nel 1921 alla I Biennale napoletana e alla I Biennale romana, nel 1922 partecipa alla Fiorentina primaverile, mentre nel 1924 è componente della commissione regionale campana per la II Mostra internazionale di arti decorative, tenuta a Monza l'anno successivo.
Muore a Napoli il 26 dicembre del 1954, dopo aver trascorso gli ultimi anni in casa continuando tuttavia a lavorare con una verve giovanile.